# Santo Domingo (Santa Bárbara)
Santo Domingo es un distrito del cantón de Santa Bárbara, en la provincia de Heredia, de Costa Rica.

## Geografía
Santo Domingo cuenta con un área de 26,49 km² y una altitud media de 1396 m s. n. m.

## Demografía
Para el año 2022, Santo Domingo cuenta con una población estimada de 3308 habitantes, y para el último censo efectuado, en 2011, Santo Domingo contaba con una población de 2879 habitantes.

## Localidades
- Cabecera: Roble
- Poblados: Amapola, Cartagos, Chagüite, Giralda, Guararí, Tranquera.

## Transporte

### Carreteras
Al distrito lo atraviesan las siguientes rutas nacionales de carretera:
- Ruta nacional 126